# 馬卡拉縣
馬卡拉縣（西班牙語：Cantón Macará），是厄瓜多爾的縣份，位於該國南部，由洛哈省負責管轄，始建於1902年9月22日，面積578平方公里，人口21,901，人口密度每平方公里37.9人。